# Eoin Macken
Eoin Christopher Macken (født 21. februar 1983) er en irsk skuespiller, filminstruktør og model. Han er bedst kendt som sir Gwaine i BBC's tv-serie Merlin.

## Udvalgt filmografi

### Film
| År   | Titel                   | Rolle                      | Format     |
| ---- | ----------------------- | -------------------------- | ---------- |
| 2006 | Triple Bill             | The Gunman                 | Kortfilm   |
| 2006 | Studs                   | Tosh                       | Spillefilm |
| 2008 | Christian Blake         | Christian                  | Spillefilm |
| 2008 | Fith Street             | Pedel                      | Kortfilm   |
| 2009 | 3 Crosses               | Ethan Linksy               | Spillefilm |
| 2009 | Dreaming For You        | Adam                       | Spillefilm |
| 2009 | Through The Night       | Jay                        | Kortfilm   |
| 2009 | Pubworld                | Chuck Madsen               | Tv-film    |
| 2009 | Savage                  | Mand i omklædningsrummet 2 | Spillefilm |
| 2009 | Small Island            | Calhoon                    | Tv-film    |
| 2009 | The Rise of the Bricks  | Dennis                     | Spillefilm |
| 2010 | Siren                   | Ken                        | Spillefilm |
| 2012 | Suspension of Disbelief | Greg                       | Spillefilm |
| 2013 | The Callback Queen      | Prins Cal                  | Spillefilm |
| 2013 | Cold                    | Jack                       | Spillefilm |
| 2015 | Paddy's in the Boot     | Sean Ennis                 | Kortfilm   |

### Tv-serier
| År           | Titel           | Rolle           | Noter |
| ------------ | --------------- | --------------- | --- |
| 2008         | Fair City       | Gavin Cluxton   | Sæson 19 Afsnit 1 Afsnit 3 Afsnit 5 Afsnit 6 Afsnit 7 Afsnit 8 Afnsit 9 Afsnit 10                           |
| 2010         | Raw             | Jack            | Sæson 2 Afsnit 4                                                                                            |
| 2007 og 2010 | The Tudors      | Engelsk Officer | Afsnit: His Majesty, the King (2007) Afsnit: As It Should Be (2010) Afsnit: Sixth and the Final Wife (2010) |
| 2010-2012    | Merlin          | Sir Gwaine      | Sæson 3 Afsnit 4 Afsnit 8 Afsnit 12 Afsnit 13 Sæson 4 Alle 13 afsnit Sæson 5 Alle 13 afsnit                 |
| 2014-17      | The Night Shift | TC Callahan     | 45 afsnit                                                                                                   |